# فرودگاه بولسا
فرودگاه بولسا (به انگلیسی: Boulsa Airport) یک فرودگاه با کد یاتا XBO است . این فرودگاه در شهر بولسا، بورکینافاسو کشور بورکینافاسو قرار دارد .